# Y Tebot Piws
Y Tebot Piws (« la théière violette ») est un groupe de musique gallois fondé en 1969 et dissous en 1972. Leurs chansons, souvent humoristiques, sont entièrement en gallois.

## Histoire
Y Tebot Piws est formé en 1968 par trois étudiants de l'université de Cardiff, Alun Huws (surnommé « Sbardyn »), Emyr Huws Jones et Stan Morgan Jones, rejoints dans un second temps par Dewi Morris (surnommé « Pws »). Après avoir remporté un concours musical à Flint, ils apparaissent dans l'émission de BBC Wales Disg a Dawn.
Leurs chansons s'inscrivent d'abord dans le courant skiffle, avec des instruments uniquement acoustiques et des paroles humoristiques. Par la suite, ils diversifient leur palette musicale en utilisant des instruments électriques qui rapprochent leur son du rock.
Après avoir publié quatre EP, dont trois sur le label Sain, Y Tebot Piws se sépare en 1972. Dewi Morris participe à la création du groupe Edward H. Dafis l'année suivante, tandis qu'Emyr Huws Jones rejoint les Mynediad am Ddim (cy) en 1975. Les quatre membres se retrouvent en 2002 à l'occasion du festival de Faenol (en) et donnent leur concert d'adieu en mai 2011 au Memorial Hall de Penrhyndeudraeth.

## Membres
- Alun Huws (26 septembre 1946 – 15 décembre 2014[1]) : guitare, chant
- Emyr Huws Jones : guitare, mandoline
- Stan Morgan Jones : chant
- Dewi Morris : guitare, chant

## Discographie

### Albums
- 2008 : Twll Du Ifan Saer
- 2011 : Ta Ta Tebot

### EP
- 1969 : Y Tebot Piws
- 1970 : Tebot Piws
- 1971 : Rhywun wedi Dwyn fy Nhrwyn
- 1972 : Byrmingham

### Compilations
- 1993 : Y Gore A'r Gwaetha